# Martin Šustr
Martin Šustr (3. října 1990 Boskovice – 18. května 2022 Jihomoravský kraj) byl český profesionální fotbalový brankář, který naposled působil v FK Kozlovice.

## Klubová kariéra
Mladý brankář začal svoji kariéru v rodných Boskovicích, odkud v roce 2007 zamířil ještě jako dorostenec do FK Drnovice, tým však později zkrachoval a Šustr se domluvil na angažmá s SK Sigma Olomouc. Zde nadlouho neukotvil a v roce 2009 odešel na hostování do SK Uničov. V roce 2011 pak do 1. SC Znojmo. V roce 2013 po skončení smlouvy odešel a domluvil se na přestupním kontraktu s SK Sulko Zábřeh. Poté odešel do SK Hanácká Slavia Kroměříž a od roku 2017 působl FC Baník Ostrava. Z ostravského Baníku hostoval v klubech MFK Vítkovice a MFK Vyškov. V roce 2019 se stal hráčem SK Líšeň, odkud se v roce 2020 přesunul do FC Zbrojovka Brno.

### Ligová bilance
| Ročník                               | Zápasy | Góly | Minuty | Nuly | Klub                       |
| ------------------------------------ | ------ | ---- | ------ | ---- | -------------------------- |
| I. liga 2008/09                      | 2      | 0    | 180    | 0    | SK Sigma Olomouc           |
| I. liga 2011/12                      | 2      | 0    | 180    | 0    | SK Sigma Olomouc           |
| II. liga 2011/12                     | 9      | 0    | 810    | 4    | 1. SC Znojmo               |
| I. liga 2012/13                      | 1      | 0    | 75     | 0    | SK Sigma Olomouc           |
| MSFL 2014/15                         | 30     | 0    | 2 700  | 10   | SK Sulko Zábřeh            |
| MSFL 2015/16                         | 21     | 0    | 1 865  | 6    | SK Hanácká Slavia Kroměříž |
| MSFL 2016/17                         | 16     | 0    | 1 440  | 3    | SK Hanácká Slavia Kroměříž |
| I. liga 2017/18                      | 5      | 0    | 361    | 0    | FC Baník Ostrava           |
| II. liga 2018/19                     | 15     | 0    | 1 305  | 5    | MFK Vítkovice              |
| MSFL 2018/19                         | 14     | 0    | 1 260  | 5    | MFK Vyškov                 |
| II. liga 2019/20                     | 14     | 0    | 1 260  | 3    | SK Líšeň                   |
| II. liga 2019/20                     | 9      | 0    | 736    | 3    | FC Zbrojovka Brno          |
| I. liga 2020/21                      | 10     | 0    | 900    | 1    | FC Zbrojovka Brno          |
| II. liga 2021/22                     | 12     | 0    | 1 080  | 2    | MFK Vyškov                 |
| CELKEM I. LIGA                       | 20     | 0    | 1696   | 1    |                            |
| CELKEM II. LIGA                      | 59     | 0    | 5 191  | 17   |                            |
| CELKEM III. LIGA – MSFL (od 2014/15) | 81     | 0    | 7 265  | 24   |                            |